# Pherenikos
Pherenikos (altgriechisch Φερένικος Pherénikos, lateinisch Pherenicus) war ein antiker, griechischer Epiker aus Herakleia Pontike. Seine Lebensdaten sind ungewiss. Otto Stählin und Wilhelm Schmid datieren ihn mit Unsicherheit zwischen 146 v. Chr. und 100 n. Chr. Aus seinen Werken sind nur zwei Stellen erhalten.
Er überlieferte die Genealogie des Oxylos. Nach dessen Kindern sollen verschiedene Bäume ihre Namen erhalten haben. Die Scholia zu den olympischen Oden des Pindar bewahrten fünf Verse des Pherenikos. Hierauf bezieht sich auch Johannes Tzetzes. Nach diesen stammte der kriegerische Stamm der Hyperboreer von den Titanen ab, verehrte Apollon auf der Insel Delos und wohnte nördlich der Arimaspen und Issedonen-Skythen, jenseits des Tanais.